# Seth Schultz
Seth Schultz, född 15 februari 1915 i Stockholm, död 9 juni 1996 i Vadstena, var en svensk advokat och kommunalborgmästare.
Schultz, som var son till länsveterinär Claes Schultz och Magda Schröder, avlade studentexamen i Vänersborg 1934, blev juris kandidat vid Uppsala universitet 1937, genomförde tingstjänstgöring i Södra Roslags domsaga 1939–1942, tjänstgjorde i kammarrätten 1943, i Försvarets civilförvaltning 1943–1944, på advokatbyråer i Stockholm, Nässjö, Eksjö och Linköping, bedrev egen advokatverksamhet i Södertälje 1945–1947, i Vadstena från 1948, var kommunalborgmästare i Vadstena stad från 1948, blev stadsombudsman där 1965 och senare chef för kommunkansliet i Vadstena kommun. Han var direktör för Vadstena Fastighets AB 1949–1958.